# Битва при Лёзе
Битва при Лёзе (фр. Combat de Leuze) — сражение между войсками маршала Люксембурга и князя фон Вальдека, произошедшее 19 сентября 1691 года в Габсбургских Нидерландах в ходе войны Аугсбургской лиги.

## Кампания 1691 года
Кампания 1691 года в Нидерландах началась в марте с осады Монса войсками Людовика XIV. Крепость пала 10 апреля, и принц Оранский не успел оказать ей помощь.
Вернувшись в Версаль, король оставил командующим Фландрской армией маршала Люксембурга, ставшего лагерем 15 мая у Куртре, оставив маркиза де Буфлера в Монсе. Сам он продвинул свои части до Энгиена и Халле. Буфлер с 15-тыс. корпусом был направлен к Льежу, епископ которого перешёл на сторону союзников, и подверг город жестокой бомбардировке, разрушив большую его часть. В это время Люксембург создавал угрозу Брюсселю, оттягивая к нему основные силы противника. Прибытие в Брюссель Вильгельма Оранского, вернувшегося из Англии, заставило французов отказаться от активных действий. До середины сентября противники маневрировали на территории между Самброй и Шельдой, в основном занимаясь сбором продовольствия и фуража, что представляло трудности, так как до трети их войск составляла конница.
Не сумев навязать противнику сражение, принц Оранский отвёл войска и расположил их между Атом и Брюсселем. Полагая, что кампания окончена, и французы уйдут на зимние квартиры на реке Дандр, 17 сентября 1691 Вильгельм отправился в Англию, оставив командовать князя фон Вальдека. Люксембург расположил свои основные силы на Шельде, направо до Эринна, налево до Пон-де-Ле. Для обеспечения коммуникаций маршал отрядил Виллара с четырьмя батальонами и отрядом кавалерии.

## Подготовка сражения
От разъездов Виллара и агентов во Фландрии Люксембург получил сведения об отъезде принца и движении Вальдека из Ата к Лёзу. 18-го маршал решил с частью войск оставить линию Шельды и двигаться в направлении Дандра, чтобы наблюдать за Вальдеком и попытаться перехватить его на марше.
Узнав от командира авангарда Виллара де Марсийи, что враги достигли Лёза и в ночь 18/19 сентября сняли лагерь и выступили к северо-востоку, Люксембург ускорил движение, приказав Марсийи самому ничего не предпринимать.
Основные силы противника располагались между дорогой из Лёза в Антуэн и ручьём Катуар. После прибытия первых подразделений Дома короля маршал разместил их в боевом порядке, поставив на левом фланге (на севере) полк Меренвиля, а на правом (ручей Катуар) драгун Тессе и кавалерию Дома короля. Герцог де Шуазёль командовал правым флангом, д’Оже — левым. Жандармы по прибытии должны были занять место позади Дома короля.
Противник ничего не знал о движении Люксембурга и полагал, что имеет дело с небольшим отрядом, выступившим из Монса. Командующий арьергардом, располагавшимся напротив французских драгун, начал эвакуацию пяти батальонов, стоявших в деревнях Вельс и Катуар. Одновременно он значительно усилил части, находившиеся против Дома короля, доведя их к полудню 19-го до 75 эскадронов.

## Ход сражения
Люксембург решил не дожидаться подхода Конрада де Розена, который должен был усилить правое крыло, и приказал атаковать. Не тратя времени на перестрелку, кавалерия Дома короля атаковала вражеские эскадроны холодным оружием, понесла значительные потери (сам Марсийи, возглавивший атаку, был тяжело ранен в ногу), но французы прорвали первую линию противника, в сабельной рубке преодолели вторую линию, затем опрокинули и преследовали пять следующих боевых линий.
Увидев, что плотные порядки пехоты и кавалерии противника спускаются по берегу Катуара, маршал вернул кавалерию назад, восстановил боевую линию, разместив жандармов и полк де Када в интервалах. Люксембург лично проверял расположение войск, двое гвардейцев принца Оранского пытались напасть на него, но были убиты, не успев приблизиться.
Маршал отдал приказ об атаке. Жандармерия нанесла удар по противнику, и остаток от 75 эскадронов союзников в беспорядке откатился за Катуар, но Вальдеку удалось восстановить порядок и усилить свои части. После этого Люксембург приказал прекратить атаки. Эскадроны перешли на шаг, противник оставался за ручьём Катуар, не предпринимая активных действий. Французы оставались на поле сражения ещё больше часа, собирая раненых и убитых и пересчитывая пленных. В течение этого времени драгуны вели перестрелку с пехотой противника.
Сражение продолжалось восемь часов, ночью Вальдек отступил к Камброну.

## Потери
Потери были тяжёлыми, лейтенант-генерал д’Оже был убит, погиб бригадир де Туара, пять высших офицеров были ранены. Общие потери французов составили 650 убитыми и ранеными, и 11 пропавшими без вести, из которых только двое попали в плен.
Союзники потеряли в кавалерийском бою 1500 убитыми, в том числе принца Ангальт-Нассау, принца фон Тилли, двух графов фон Липпе (отца и сына), барона фон Скелина, двух бригадиров и двух полковников. Французы взяли 400 пленных и 36 знамён.
У французов атаковали от 25 до 28 эскадронов против 72—75 у противника. При силах менее 4000 кавалеристов (согласно Дешару, французы атаковали силами примерно в 2500 всадников) потери превысили 25 %, что свидетельствует об упорстве боя.

## Результаты
Герцог Шартрский, которому ещё не было 15 лет, находился в рядах телохранителей короля, но Люксембург попросил его уйти. Герцог Менский принял участие в бою в конце сражения вместе с жандармами.
Одержав победу, Люксембург встал на зимние квартиры на Шельде, занявшись укреплением Фюрна, Диксмёйде и Куртре.

Сражение при Лёзе, само по себе неважное по своим результатам, как и всё сражения того времени, обращает на себя наше внимание потому, что здесь французы, вопреки вкоренившимся обыкновениям, атаковали без выстрела. Мы знаем, что в описываемое время конница действовала исключительно пальбою или, по крайней мере, перед атакой, почиталось необходимым, подъехав к противнику рысью, остановиться, сделать залп и потом броситься в рукопашную. Конница союзников, как мы видели, встретила французов огнём, стоя на месте, и была рассеяна. Атака французской конницы представляет явление в то время редкое и свидетельствует то, что вдохновение подсказало Люксембургу, не тратя времени на бесполезную трескотню с коня, воспользоваться силою и быстротою коней, которые и дали французам возможность обрушиться на противника, когда он не успел ещё изготовиться к бою.— Марков М. И. История конницы. Часть 3-я. От Густава Адольфа до Фридриха Великого, с. 106
В 1700 году в память сражения была выбита медаль с изображением королевского конного гвардейца и легендой VIRTUS. EQUITUM. PRAETORIANORUM (доблесть всадников дома короля) и PUGNA AD LEUZAM. / XVIII. SEPT. M DC XCI (бой при Лёзе, 18 сентября 1691).